# Policajt v Beverly Hills II
Policajt v Beverly Hills II (v anglickém originále Beverly Hills Cop II) je americký akční film z roku 1987. Režisérem filmu je Tony Scott. Hlavní role ve filmu ztvárnili Eddie Murphy, Judge Reinhold, John Ashton, Jürgen Prochnow a Ronny Cox. Jedná se o pokračování filmu Policajt v Beverly Hills.

## Ocenění
Film byl nominován na Oscara a Zlatý glóbus v kategorii nejlepší titulní píseň.

## Obsazení
| Eddie Murphy      | Axel Foley       |
| Judge Reinhold    | Billy Rosewood   |
| John Ashton       | John Taggart     |
| Jürgen Prochnow   | Maxwell Dent     |
| Ronny Cox         | Andrew Bogomil   |
| Brigitte Nielsen  | Karla Fry        |
| Allen Garfield    | Harold Lutz      |
| Dean Stockwell    | Charles Cain     |
| Paul Guilfoyle    | Nikos Thomopolis |
| Chris Rock        |                  |
| Hugh Hefner       | sám sebe         |
| Robert Pastorelli | Vinnie           |